# Washington Redskins 1992
La stagione 1992 dei Washington Redskins è stata la 61ª della franchigia nella National Football League e la 56ª a Washington. La squadra iniziò la stagione come campione in carica dopo la vittoria del Super Bowl XXVI e concluse con un record di 9-7, sufficiente per centrare i playoff. Sarebbe stata l'ultima apparizione del club fino al 1999.
Questa fu l'ultima stagione di Joe Gibbs alla guida della squadra fino al suo ritorno nel 2004.

## Roster
| Roster dei Washington Redskins nel 1992 |
| --- |
| Quarterback - 12 Cary Conklin - 10 Jeff Rutledge - 11 Mark Rypien Running Back - 21 Earnest Byner - 32 Ricky Ervins - 39 Robert Green - 30 Brian Mitchell Wide Receiver - 84 Gary Clark - 24 Carl Harry - 86 Stephen Hobbs - 80 Desmond Howard - 81 Art Monk - 83 Ricky Sanders Tight End - 88 James Jenkins - 87 Ron Middleton - 89 Terry Orr - 85 Don Warren Offensive Linemen - 57 Guy Bingham C - 67 Ray Brown G - 52 Matt Elliott G - 66 Joe Jacoby T - 79 Jim Lachey T - 56 Tom Myslinski G - 63 Raleigh McKenzie C - 69 Mark Schlereth G - 76 Ed Simmons T Defensive Linemen - 99 Jason Buck DT - 91 Shane Collins DE - 97 Jumpy Geathers DE - 78 Tim Johnson DT - 71 Charles Mann DE - 90 Huey Richardson DE - 75 Eric Williams DT Linebacker - 98 Tony Barker - 59 John Brantley - 51 Monte Coleman - 55 Andre Collins - 54 Kurt Gouveia - 58 Wilber Marshall Defensive Back - 22 Todd Bowles FS - 26 Danny Copeland SS - 27 Brad Edwards FS - 28 Darrell Green CB - 29 David Gulledge - 47 A. J. Johnson CB - 45 Sidney Johnson - 35 Martin Mayhew CB - 20 Alvoid Mays - 41 Johnny Thomas Special Team - 2 Kelly Goodburn P - 8 Chip Lohmiller K Lista delle riserve - 53 Jeff Bostic C (IR) - 50 Ravin Caldwell LB (IR) - 64 Mohammed Elewonibi G (IR) - 94 Bobby Wilson DT (IR) Squadra di allenamento - —— Kevin Brothen G - 62 Darryl Moore G - 73 Paul Siever T |
| Legenda - I rookie sono in corsivo. - Il primo ruolo è il principale mentre gli eventuali successivi indicano i ruoli secondari. - (IR) sta per Injured Reserve ed indica la lista ristretta per un solo giocatore infortunato che può tornare ad allenarsi dopo la settimana 6 e a rientrare in prima squadra dopo che questa ha giocato 8 partite. - (NF-Inj.) / (NF-Ill.) stanno rispettivamente per Non-Football Injured e Non-Football Illness ed indicano le liste dove viene inserito un giocatore che ha un infortunio o una malattia non dipendente dal football americano. - (PUP) sta per Physically Unable to Perform ed indica la lista dove viene inserito un giocatore mentre è in attesa di recuperare la condizione fisica. Nella stagione regolare dopo la sesta partita giocata dalla propria squadra, il giocatore ha tempo tre settimane per riprendere ad allenarsi, più tre settimane aggiuntive dal suo rientro agli allenamenti per rientrare in prima squadra. |

## Calendario
| Stagione regolare |                    |                        |                    |                    |                              |          |         |
| Turno             | Data               | Avversario             | Risultato          | Record             | Stadio                       | Pubblico | Sintesi |
| 1                 | 7 settembre        | at Dallas Cowboys      | S 10–23            | 0–1                | Texas Stadium                | 63,538   | Recap   |
| 2                 | 13 settembre       | Atlanta Falcons        | V 24–17            | 1–1                | RFK Stadium                  | 54,343   | Recap   |
| 3                 | 20 settembre       | Detroit Lions          | V 13–10            | 2–1                | RFK Stadium                  | 55,818   | Recap   |
| 4                 | Settimana di pausa | Settimana di pausa     | Settimana di pausa | Settimana di pausa |                              |          |         |
| 5                 | 4 ottobre          | at Phoenix Cardinals   | S 24–27            | 2–2                | Sun Devil Stadium            | 34,488   | Recap   |
| 6                 | 12 ottobre         | Denver Broncos         | V 34–3             | 3–2                | RFK Stadium                  | 56,371   | Recap   |
| 7                 | 18 ottobre         | Philadelphia Eagles    | V 16–12            | 4–2                | RFK Stadium                  | 56,380   | Recap   |
| 8                 | 25 ottobre         | at Minnesota Vikings   | V 15–13            | 5–2                | Hubert H. Humphrey Metrodome | 59,098   | Recap   |
| 9                 | 1 novembre         | New York Giants        | S 7–24             | 5–3                | RFK Stadium                  | 53,647   | Recap   |
| 10                | 8 novembre         | at Seattle Seahawks    | V 16–3             | 6–3                | Kingdome                     | 53,616   | Recap   |
| 11                | 15 novembre        | at Kansas City Chiefs  | S 16–35            | 6–4                | Arrowhead Stadium            | 75,238   | Recap   |
| 12                | 23 novembre        | at New Orleans Saints  | S 3–20             | 6–5                | Louisiana Superdome          | 68,591   | Recap   |
| 13                | 29 novembre        | Phoenix Cardinals      | V 41–3             | 7–5                | RFK Stadium                  | 53,541   | Recap   |
| 14                | 6 dicembre         | at New York Giants     | V 28–10            | 8–5                | Giants Stadium               | 62,998   | Recap   |
| 15                | 13 dicembre        | Dallas Cowboys         | V 20–17            | 9–5                | RFK Stadium                  | 56,437   | Recap   |
| 16                | 20 dicembre        | at Philadelphia Eagles | S 13–17            | 9–6                | Veterans Stadium             | 65,841   | Recap   |
| 17                | 26 dicembre        | Los Angeles Raiders    | S 20–21            | 9–7                | RFK Stadium                  | 53,032   | Recap   |

Note: gli avversari della propria division sono in grassetto.

### Playoff
| Playoff    |                |                        |           |        |                              |          |         |
| Turno      | Data           | Avversario             | Risultato | Record | Stadio                       | Pubblico | Sintesi |
| Wild Card  | 2 gennaio 1993 | at Minnesota Vikings   | V 24–7    | 1–0    | Hubert H. Humphrey Metrodome | 57,363   | Recap   |
| Divisional | 9 gennaio 1993 | at San Francisco 49ers | S 13–20   | 1–1    | Candlestick Park             | 64,991   | Recap   |

## Classifiche
| NFC East                |    |    |   |      |     |      |     |     |     |
|                         | V  | S  | P | %    | DIV | CONF | PF  | PS  | STR |
| (2) Dallas Cowboys      | 13 | 3  | 0 | .813 | 6–2 | 9–3  | 409 | 243 | V2  |
| (5) Philadelphia Eagles | 11 | 5  | 0 | .688 | 6–2 | 8–4  | 354 | 245 | V4  |
| (6) Washington Redskins | 9  | 7  | 0 | .563 | 4–4 | 7–5  | 300 | 255 | S2  |
| New York Giants         | 6  | 10 | 0 | .375 | 2–6 | 4–8  | 306 | 367 | S1  |
| Phoenix Cardinals       | 4  | 12 | 0 | .250 | 2–6 | 4–10 | 243 | 332 | S2  |